# Anna Girò
Anna Girò, o Anna Giraud, nome d'arte di Anna Maddalena Teseire, Tessieri (Mantova, 1710 circa – dopo il 1748), è stata un contralto italiano.
È ricordata soprattutto per i rapporti professionali che ebbe con il compositore Antonio Vivaldi.

## Biografia
Figlia di un fabbricante di parrucche di origine francese, iniziò a studiare probabilmente con Vivaldi intorno al 1720. Debuttò a Treviso nell'autunno del 1723, ma la sua prima apparizione in un palcoscenico veneziano avvenne l'anno successivo, quando si esibì nella Laodice di Tomaso Albinoni. Ebbe una carriera carica di successi fino al 1748, quando, dopo aver cantato durante il carnevale a Piacenza, sposò il conte Antonio Maria Zanardi Landi e si ritirò dal mondo teatrale.
La Girò cantò in oltre 50 opere, in molte delle quali fu sia seconda che prima donna. Particolarmente intenso fu il rapporto professionale che intrattenne con il Prete Rosso: partecipò (quasi sempre come "prima donna" in almeno 30 suoi lavori teatrali tra il 1726 e il 1739. 
Famoso è l'episodio dell'incontro tra Carlo Goldoni e Vivaldi, dove il commediografo veneziano ci offre anche il suo commento sulla Girò:
Mi ricevette egli assai freddamente.
Mi prese per un novizio, e non s'ingannò, e non trovandomi bene al fatto nella scienza degli stroppiatori de' Drammi, si vedeva ch'egli aveva gran voglia di rimandarmi.
Sapeva egli l'applauso, che avea riportato il mio Bellisario, sapeva la riuscita de' miei intermezzi; ma l'impiastricciare un dramma era cosa calcolata da lui per difficile, e che meritava un talento particolare. 
Mi sovvenne allora di quelle regole, che mi fecero delirare Milano, quando lessi la mia Amalassunta, e aveva anch'io volontà d'andarmene, ma la mia situazione, il dubbio di scomparire in faccia di Sua Eccellenza Grimani, e la speranza di aver la direzione del grandioso teatro di San Giovanni Crisostomo [anch'esso di proprietà Grimani] mi fece dissimulare e preparar quasi il Prete Rosso a provarmi.
Mi guardò egli in un sorriso compassionevole, e preso in mano un libretto: 
"Ecco" dice "ecco il Dramma che si dee accomodare: la Griselda di Apostolo Zeno. L'opera - soggiunse - è bellissima: la parte della prima Donna non può essere migliore... ma ci vorrebbero certi cambiamenti... Se Vossignoria sapesse le Regole... Basta; non le può sapere. 
Ecco qui per esempio, dopo questa scena tenera vi è un'aria cantabile; ma come "la Signora Annina non... non... non... non ama questa sorte di Arie" (cioè non le sapeva cantare), qui ci vorrebbe un'aria d'azione... che spiegasse la passione, ma che non fosse Patetica, che non fosse cantabile".
"Ho capito - risposi io - "ho capito, procurerò di servirla. Mi favorisca il libretto".
"Ma io", riprende il Vivaldi, "ne ho di bisogno: non ho finito i recitativi, quando me lo renderà?"
"Subito" - dico - "mi favorisca un pezzo di carta, ed un calamaio" 
"Che? Vossignoria si persuade, che un'aria di un'Opera sia come quella degl'intermezzi!"
Mi venne un poco di collera, e gli replicai con faccia tosta: 
"Mi dia il calamaio", e tirai di tasca una lettera, stracciando da quella un pezzo di carta bianca.
"Non vada in collera" - mi disse modestamente - "favorisca, si accomodi qui a questo tavolino. Ecco la carta, il calamaio e il libretto, faccia a suo comodo": e torna allo scrittoio, si mette a recitar il breviario. 
Leggo allora attentamente la scena; raccolgo il sentimento dell'aria cantabile, e ne faccio una d'azione, di passione, di movimento. 
Gliela porto, gliela faccio vedere, tiene colla dritta il breviario, colla sinistra il mio foglio, legge piano; e finito di leggere, getta il breviario in un canto, si leva, mi abbraccia, corre alla porta, chiama la signora Annina.
Viene la signora Annina, e la signora Paolina Sorella: legge loro l'arietta, gridando forte: l'ha fatta qui, qui l'ha fatta, l'ha fatta qui!" e nuovamente mi abbraccia, e mi dice bravo e sono diventato il suo Caro, il suo poeta, il suo confidente, e non mi ha più abbandonato. Ho poi assassinato il Dramma del Zeno quanto e come ha voluto»
(Carlo Goldoni - Memorie, nuova ed. Mondadori 1993.)
Da qui il luogo comune, raramente supportato da studi musicologici approfonditi, della presunta imperizia della cantante mantovana.